# Anita Hallberg Egervall
Ingrid Anita Hallberg Egervall, ogift Hallberg, född 24 november 1955 i Gärdhems församling i dåvarande Älvsborgs län, är en svensk journalist.
Hon är uppvuxen i Trollhättan flyttade till Boden 1976, där hon gifte sig. Hon har varit verksam i Stockholm sedan 1998. Hon började arbeta på Nordnytt, Sveriges Television 1980, Från 1998 har hon arbetat som nyhetsankare på A-ekonomi, 24 Direkt samt reporter på Aktuellt och Rapport.
Hon gifte sig 1986 med ishockeyspelaren och uppfinnaren Lars-Anders Edström (1949–2013), efter skilsmässa från honom gifte hon sig med Bo Egervall (född 1953). 